# Infante Juan Manuel (Murcia)
El polígono Infante Juan Manuel o Infante Don Juan Manuel, conocido popularmente como Infante, es un barrio situado al sur de la ciudad de Murcia, en España, que forma el distrito del mismo nombre. La población de este barrio es de 12 471 personas, según datos del Instituto Nacional de Estadística de España correspondientes al año 2022.
Su nombre hace alusión al mal denominado infante Don Juan Manuel,(que nunca fue aunque sí señor, duque y príncipe de Villena), escritor medieval sobrino de Alfonso X El Sabio que se retiró a la ciudad de Murcia tras abandonar la actividad política y que fue adelantado mayor del Reino de Murcia.

## Situación
El barrio se encuentra situado en la margen derecha del río Segura. Al norte, haciendo el río de límite, se sitúan Vistabella y el barrio de San Juan, al oeste linda con el barrio del Carmen y las barriadas de Buenos Aires y Nuestra Señora de la Fuensanta, y al este con la pedanía de Los Dolores. 

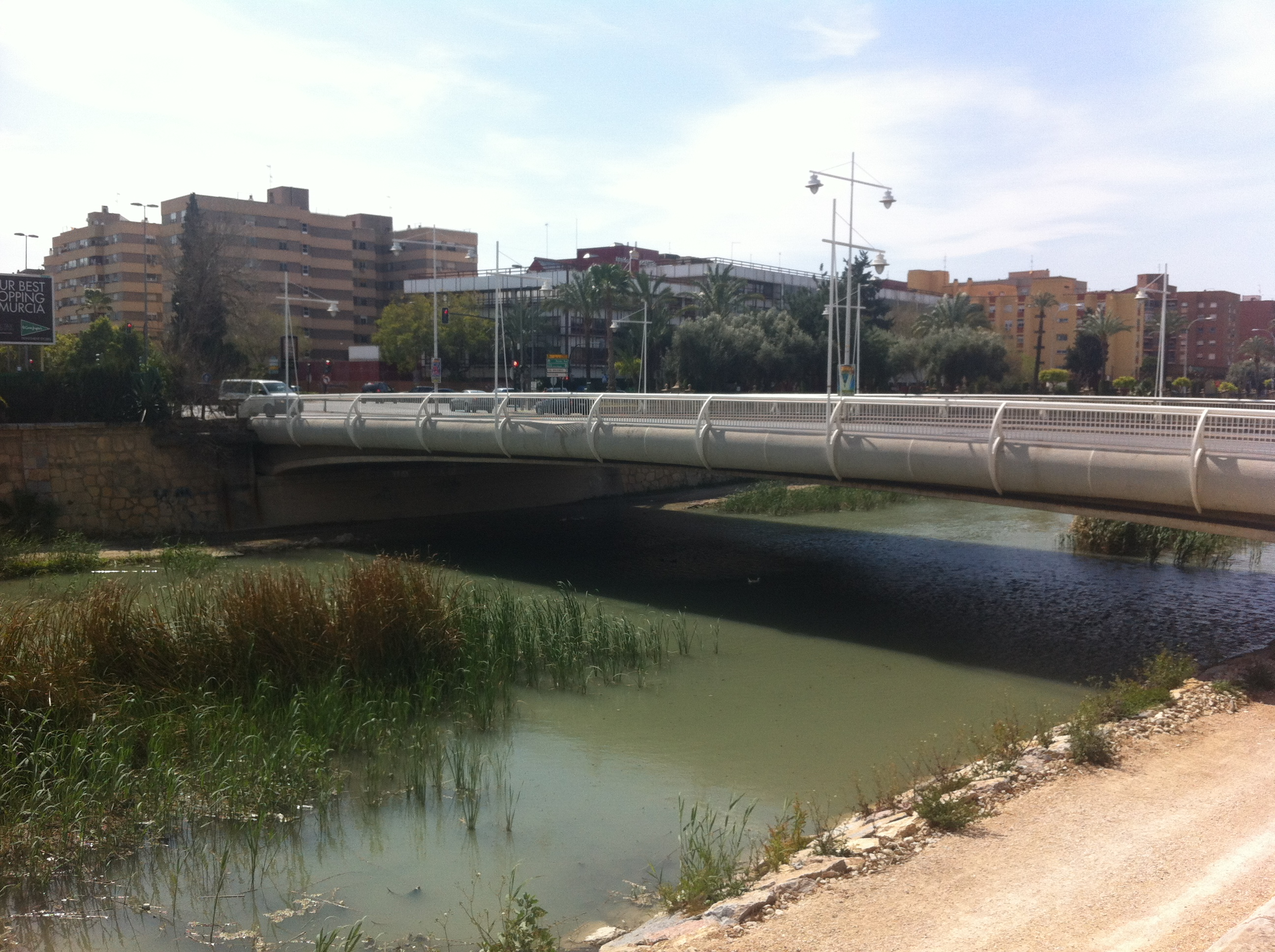
Puente de la Fica.

Al sur limita con el barrio de Santiago el Mayor históricamente separado por las vías del ferrocarril ahora soterradas.

## Historia
Este barrio es uno de los más jóvenes de la ciudad. El desarrollo urbanístico empezó a principios de la década de los años 70, con la construcción de nuevos edificios entre cañas, acequias y huerta. En su inicio fue un barrio moderno, con grandes avenidas ajardinadas.
Su origen se encuentra en la construcción de la avenida del Infante Don Juan Manuel aprovechando la nueva canalización del río Segura, realizada a finales de los años 50, convirtiendo en una gran avenida al antiguo camino de Beniaján, que transcurría de manera paralela al río. Dicha avenida empieza junto al barrio del Carmen, en la intersección entre la calle Princesa y el puente de Hierro, y termina en el puente de la Fica, inaugurado en 1969, siendo el límite norte del polígono.
El primer edificio construido en dicha avenida, y por lo tanto también en el barrio, fue el colegio Santa Joaquina de Vedruna, edificado en 1959.

## Servicios públicos y equipamientos
Los servicios de este barrio son bastante amplios: policía local, bomberos y Protección Civil, institutos de enseñanza media Saavedra Fajardo y Floridablanca, varios colegios (Infante Don Juan Manuel, Mariano Aroca, Santa María del Carmen, Alejandro Valverde Belmonte, CEP Infante Juan Manuel, Gabriel Pérez Cárcel),  Centro de Educación de Adultos CEA Infante, una Extensión de la  Escuela Oficial de Idiomas, un centro de salud, un Registro General de la comunidad autónoma, un centro social de mayores, un Centro de la mujer, un hospital privado, un pabellón polideportivo cubierto y con pistas al aire libre, una piscina cubierta y una iglesia. Al otro lado de la Ronda Sur, que la separa de la pedanía de Los Dolores, se encuentran la Ciudad de la Justicia, el instituto de enseñanza media Ramón y Cajal y dos centros comerciales.